# Vol Iberia 1456
Le vol Iberia 1456 était un vol intérieur régulier entre l'aéroport international de Barcelone-El Prat, en Espagne, et l'aéroport international de Bilbao, en Espagne. Le 7 février 2001, l'Airbus A320 d'Iberia a rencontré un cisaillement de vent induit par des microrafales lors de l'approche finale vers l'aéroport de Bilbao. Le cisaillement du vent a provoqué l'affaissement du train d'atterrissage de l'avion. Les 143 passagers à bord ont survécu ; avec 24 personnes légèrement blessées et une personne gravement blessée. L'avion a été gravement endommagé à la suite de l'accident et a été mis hors service peu de temps après.

## Avion
L'appareil assurant ce vol était un Airbus A320-200, immatriculé EC-HKJ (numéro de série 1278) et construit pour Iberia en 2000. Il a également effectué son premier vol en 2000. Au moment de l'accident, il avait effectué 1 149 heures de vol et 869 cycles (décollage/atterrissage). Il était propulsé par deux moteurs CFM International CFM56-5B4/P.

## Équipage
Le commandant de bord était un Espagnol âgé de 42 ans, titulaire d'une licence de pilote de ligne. Il était qualifié pour piloter sur Airbus A320 selon les règles de vol aux instruments (IFR). Au moment de l'accident, il cumulé un total de 10 805 heures de vol. 
Le copilote était un Espagnol de 27 ans, titulaire d'une licence de pilote commercial. Il était également qualifié pour piloter des A320 selon les règles de vol IFR. Au moment de l'accident, il totalisé 2 670 heures de vol à son actif. 
Le pilote stagiaire, qui volait sous la supervision du commandant de bord, était un Espagnol âgé de 24 ans, titulaire d'une licence de pilote commercial. Au moment de l'accident, il cumulé seulement 423 heures de vol.
Il y avait également quatre hôtesses de l'air à bord.

## Enquête
La Comisión de Investigación de Accidentes e Incidentes de Aviación Civil (CIAIAC) a immédiatement lancé une enquête sur l'accident, qui a duré 5 ans et 9 mois. L'enquête de la CIAIAC a conclu que la cause principale de l'accident est l'activation du système de protection d'angle d'attaque, qui, sous une combinaison particulière de rafales verticales et de cisaillement du vent et des actions simultanées des deux pilotes aux commandes sur leurs mini-manches, non prises en compte dans la conception du système, a empêché l'avion de se cabrer et l'équipage d'effectuer une remise de gaz lors de l'atterrissage.
Cet accident a incité Airbus à développer une modification de son logiciel de commandes de vol, qui empêche la protection intégrée de l'avion contre le décrochage d'être activée par un taux de variation élevé de l'angle d'attaque.